# Coprotus sexdecimsporus
Coprotus sexdecimsporus (P. Crouan & H. Crouan) Kimbr. & Korf – gatunek grzybów z rzędu kustrzebkowców (Pezizales).

## Systematyka i nazewnictwo
Pozycja w klasyfikacji według Index Fungorum: Coprotus, Incertae sedis, Pezizales, Pezizomycetidae, Pezizomycetes, Pezizomycotina, Ascomycota, Fungi.
Po raz pierwszy opisali go w 1858 r. Pierre Louis Crouan i Hippolyte Marie Crouan nadając mu nazwę Ascobolus sexdecimsporus. Obecną nazwę nadali mu James William Kimbrough i Richard Paul Korf w 1967 r.
Synonimy nazwy naukowej:
- Ascobolus sexdecimsporus P. Crouan & H. Crouan 1858
- Ascophanus sexdecimsporus (P. Crouan & H. Crouan) Boud. 1869
- Mollisia sexdecimspora (P. Crouan & H. Crouan) Gillet 1882
- Ryparobius sexdecimsporus (P. Crouan & H. Crouan) Sacc. 1889[2].

## Morfologia
Teleomorfa tworzy owocniki typu apotecjum (miseczka) o średnicy 0,5–1 mm, często w dużych skupiskach, ale nie zlewające się z sobą. Początkowo są kuliste lub o kształcie zbliżonym do kulistego, a ostatecznie stają się tarczowate, przezroczyste do białych, w stanie suchym żółtawe. Brzeg słabo zaznaczony, gładki, siedzący. Ściana zbudowana z kanciastych do kulistych komórek o średnicy do 12 µm, z pięcioma lub sześcioma warstwami komórek brzeżnych, które są lekko wydłużone i mają rozmiar 10–12 × 5–6 µm. Hamatecjum zbudowane z prostych lub rozgałęzionych nitkowatych wstawek o średnicy około 1,5 µm, z przegrodami, na wierzchołkach napęczniałych do 2–2,5 µm i silnie zakrzywionych, ze zmienną liczbą gutuli. Worki 85–140 × 20–30 µm, szeroko maczugowate, zwężające się do krótkiego dwupłatowego trzonu, u góry zaokrąglone z szerokim wieczkiem. W workach po 16 zarodników. Askospory 11–16 × (7–) 8–10 µm, szeroko elipsoidalne, czasem lekko nierównoboczne, gładkie, szkliste do lekko żółtawych, czasem z jednym pęcherzykiem de Bary’ego, bez galaretowatej otoczki i widocznej pory rostkowej.
Anamorfa nie jest znana.

## Występowanie i siedlisko
Występuje na wszystkich kontynentach poza Antarktydą i Australią, a także na wielu wyspach. Również w Polsce podano jego stanowiska.
Grzyb koprofilny rozwijający się na odchodach zwierząt roślinożernych.